# Paroc
Paroc är ett finländskt byggmaterialföretag som tillverkar mineralullsisolering (stenull). Paroc bildades 1999 genom en avknoppning från Partek och har över åren ägts av olika riskkapitalföretag. Sedan 2017 ingår det i den amerikanska mineralullsföretaget Owens Corning-gruppen.
Paroc har cirka 2.200 anställda, varav cirka 800 i Finland och 400 i Sverige. Det har fabriker i Finland, Sverige, Vilnius i och Polen. Paroc har idag tillverkning i Finland (i Pargas, tidigare också i Villmanstrand och i Uleåborg),) i Polen (sedan 1998 i Trzemeszno, nära Gniezno) och i Ryssland (sedan 2013 i Izoplit i Tverregionen).
I Sverige finns fabriker i Hällekis, etablerad 1978, och Hässleholm, etablerad 1968. Fabriker har tidigare funnits i Skövde och Gimo, men dessa har lagts ned och produktionen flyttats till Hällekis och Hässleholm. Det svenska huvudkontoret ligger i Skövde.
År 2021 lanserade Paroc den koldioxidneutrala isoleringsprodukten "Paroc Natura Lana".